# La Tropa Goofy
La Tropa Goofy (Goof Troop como título original) es una serie animada de televisión producida por Walt Disney Television Animation. Está protagonizada por Goofy como una figura paterna y su vinculación con su hijo Max y su vecino Pete. La serie fue creada por Robert Taylor y Micheal Peraza Jr., teniendo la serie principal 65 episodios que se emitieron en la sindicación de 1992 en el bloque de programación The Disney Afternoon, mientras que 13 episodios adicionales se emitieron en las mañanas del sábado en ABC. Un especial de Navidad fue producido también, que se desarrolló en la sindicación.
Walt Disney Pictures produjo dos películas basadas en la serie: A Goofy Movie, estrenada en cines el 7 de abril de 1995; y su secuela An Extremely Goofy Movie, lanzada directa a vídeo el 29 de febrero del 2000, como el final de la serie.

## Trama
Goofy, un padre soltero, vuelve a su ciudad natal, Spoonerville, con su hijo de 11 años de edad, Max. Goofy y Max toman la costumbre de acudir a su vecino y antiguo compañero del instituto de Goofy: Pete, un vendedor de coches usados y dueño de "Coches Usados Pete El Honesto". Este vive con su mujer Peg, una agente inmobiliaria, su hijo PJ, de 11 años, y su hija Pistol, de 4 años. Max y PJ pronto se convierten en mejores amigos y prácticamente lo hacen todo juntos. En gran parte, la gracia de la serie proviene del contraste entre la personalidad tranquila de Max y la de su extravagante padre Goofy.

## Historial de transmisiones y largometrajes
La Tropa Goofy se mostró originalmente en Disney Channel desde el 20 de abril de 1992 hasta el 12 de julio de ese año. Al igual que sus predecesores Patoaventuras, Chip 'n Dale: Rescue Rangers, TaleSpin y Pato Darkwing y su sucesor Bonkers. La Tropa Goofy se presentó en sindicación (el 5 de septiembre de 1992) con una película piloto para televisión, que luego se emitió como una serie de varias partes durante la tirada regular. La serie se emitió en el bloque The Disney Afternoon de series animadas sindicadas durante la temporada de transmisión 1992/1993; concurrente con la tarde de Disney programas, otros 13 episodios se emitieron los sábados por la mañana en ABC en 1992. Las reposiciones de la serie se emitieron más tarde en Disney Channel (a partir del 3 de septiembre de 1996), y más tarde en el canal de cable hermano Toon Disney. Las reposiciones se mostraron en Toon Disney hasta enero de 2005. El programa regresó desde septiembre de 2006 hasta agosto de 2008, y el especial de Navidad se emitió en Navidad en los Estados Unidos.

## Personajes

### Familia de Goofy
- Goofy (voz de Bill Farmer) es el padre viudo y soltero de Max Goof. Él y Max se mudan al lado de la familia de Pete en el primer episodio, viajando con su casa remolque a la ciudad. Las mayores debilidades de Goofy es que tiene dificultad para prestar atención, teniendo un lapso de atención corto, y es alguien atolondrado y torpe. A menudo irrita a su vecino, Pete. Goofy es relajado, y muchas veces pone la otra mejilla cuando Pete le insulta (o simplemente no se da cuenta de que ha sido insultado), aunque muy pocas veces él se enoja y se enfrenta a Pete, cuando una riña va lo suficientemente lejos. En Hispanoamérica fue interpretado por Francisco Colmenero. En España fue interpretado por David García Vázquez.

- Max Goof (voz de Dana Hill) es el hijo único de Goofy. Tiene alrededor de 11 años de edad. Es activo, amable y atento, y está en el mismo curso escolar que su mejor amigo, PJ. Él ama a su padre, pero desea que fuera un poco más normal. Lleva pantalones vaqueros holgados, guantes, zapatillas de deporte de marcas rojas, y una camisa roja. Sus intereses en la serie incluyen andar monopatín, los videojuegos, la música rock, las chicas, y burlar a los matones. En México y Latinoamérica fue interpretada por Carola Vázquez. En España fue interpretado por Álvaro Monje.

- Waffles (efectos vocales de Frank Welker) es el gato mascota de Goofy y Max.

### Familia de Pete
- Pete (voz de Jim Cummings) es un vendedor de coches usados, que vive con su bella esposa Peg, su hijo PJ, y su hija Pistol. En la serie, es el coprotagonista y antihéroe. Es el vecino deshonesto, abrasivos, desagradable, agresivo y desconfiado que vive al lado de Goofy y su hijo Max. A menudo se aprovecha de su inocente amigo Goofy, ocasionalmente con planes para ganar dinero. A menudo sus planes fracasan, o se siente culpable por su comportamiento zafio y trabaja para arreglar las cosas. Su esposa, Peg, a menudo intenta librar Pete de su actitud grosera, y su hijo PJ es una antítesis de su padre en el comportamiento, ya que es un buen amigo de Max. En los dos primeros episodios producidos para lel principio de la serie se revela que una de las razones por las que no le gusta Goofy es que cuando Pete jugaba en un gran juego de fútbol del instituto, el torpe Goofy, quien era animador, accidentalmente le dio una parada y causó que a Pete se le cayera el balón y perdiera el partido. Desde el principio, odia visceralmente a Goofy, e intenta, sin éxito, echarle de la casa a la que se mudó, la cual está al lado de la suya y él quería construir una reserva de pesca para su uso personal. Sin embargo, Pete y Goofy son mucho más cercanos amigos en las películas basadas en la serie, A Goofy Movie y su secuela An Extremely Goofy Movie. En Hispanoamérica fue interpretando por Francisco Colmenero. En España fue interpretado por el actor Juan Fernández Mejías.

- Peg Pete (voz de April Winchell) es la bella esposa de Pete y la madre de PJ y Pistol. En el episodio piloto, se revela que Peg era una animadora en la escuela secundaria, donde conoció a Pete y Goofy, quien también era parte del grupo de animadores. Cuando Goofy dejó Spoonerville durante un corto periodo de tiempo, Peg se casó con Pete. En el transcurso de la serie, ella a menudo resulta ser bastante cínica e incluso grita en alta voz desagradablemente a veces, especialmente hacia su marido, Pete, con el que tiende a ser dominante en muchas ocasiones hacia él, sobre todo en defensa de su vecino, Goofy, con el que es amable y le considera un buen amigo. Peg trabaja como agente inmobiliaria en Spoonerville, pero se revela poco de la parte de su vida empresarial en el show. Ella lleva un suéter rosa, pantalones blancos ajustados, zapatos de color rosa, y pendientes de aro dorados. En Hispanoamérica fue interpretada por Ángela Villanueva. En España fue interpretada por Ana María Marí.

- PJ (voz de Rob Paulsen) es el mayor de los hijos de Pete y Peg, hermano mayor de Pistol, y el mejor amigo de Max. Tiene alrededor de 11 a 12 años de edad, y está en el mismo curso escolar que Max. Él es muy tranquilo, y el tipo de chico que nunca está entusiasmado con muchas cosas, excepto por su amigo Max cuando están trabajando juntos para lograr algo. A veces se cuestiona la inteligencia de su padre, cada vez que se involucra en alguno de sus planes o esquemas. Lleva una chaqueta azul, una rosa de cuello alto, guantes blancos, pantalones cerúleo, y zapatillas rojas. En Hispanoamérica fue interpretado por Fernando Manzano. En España fue interpretado por Alex Saudinós.

- Pistol Pete (voz de Nancy Cartwright) es la hija menor de Pete y Peg y hermana menor PJ. Ella tiene el pelo largo rojo en dos coletas, y ojos azul claro (siendo de los pocos personajes con color de ojos detallado). Ella tiene 4 años de edad y está en preescolar. Pistol es una niña muy hiperactiva y locuaz. Tiene una tendencia a escupir cuando habla y a rebotar hacia arriba y hacia abajo. Ella está loca por querer jugar con todo y estar siempre en su área de juego, pero puede ser muy franca, y quiere salirse con la suya en un montón de cosas que la involucran, a veces poniéndose competitiva hacia su hermano PJ y su amigo Max. A lo largo de la serie, Pistol se mete en líos, logrando salir sin la culpa. Lleva una camisa blanca, una falda amarilla y zapatos blancos de ballet. En Hispanoamérica fue interpretada por María Fernanda Morales. En España fue interpretada por Cristina Yuste.

- Chainsaw (efectos vocales de Frank Welker) es el perro mascota de la familia de Pete.

## Reparto
| Personaje    | Actor de voz     | Actor de voz          | Actor de voz           |
| Personaje    | Estados Unidos   | España                | Hispanoamérica         |
| ------------ | ---------------- | --------------------- | ---------------------- |
| Goofy        | Bill Farmer      | David García Vázquez  | Francisco Colmenero    |
| Max Goof     | Dana Hill        | Álvaro Monje          | Carola Vázquez         |
| Pete / Pedro | Jim Cummings     | Juan Fernández Mejías | Francisco Colmenero    |
| PJ           | Rob Paulsen      | Alex Saudinós         | Fernando Manzano       |
| Peg          | April Winchell   | Ana María Marí        | Ángela Villanueva      |
| Pistol       | Nancy Cartwright | Cristina Yuste        | María Fernanda Morales |
| Pistol       | Nancy Cartwright | Cristina Yuste        | Circe Luna             |